# アテネ・オリンピックスタジアム
アテネ・オリンピック・スタジアム (希: Ολυμπιακό Στάδιο、英: Olympic Stadium, Athens、または、Spiridon "Spiros" Louis) は、ギリシャ・アテネのアテネオリンピックスポーツコンプレックス内にある多目的スタジアムである。サッカーギリシャ代表のホームとなっている他に、AEKアテネFCとパナシナイコスFCのホームスタジアムとなっている。収容人数は75,000人。設計者はサンティアゴ・カラトラバが手掛けている。

## 概要
元々は1982年に開かれたヨーロッパ陸上競技選手権大会のために建設された。1996年のオリンピック招致のためにサンティアゴ・カラトラバの設計により大規模改修が行われたが、アトランタに敗れ1997年に行われたIAAF世界陸上選手権、2004年アテネオリンピックのメイン競技場になった。
当初2004年4月に完成する予定であったがその後6月、オリンピック直前の7月と完成時期は延期された。
1896年の第1回夏季オリンピックアテネ大会男子マラソン優勝者のスピリドン・ルイスを記念し、スタジアムの名前にルイスの名が入っている。
また、オリンピアコスFCの本拠地ゲオルギス・カライスカキス・スタジアムと共に、サッカーギリシャ代表の試合もここで行われる。UEFAチャンピオンズリーグ（旧UEFAチャンピオンズカップ）の決勝戦も数回行われている（1982-83シーズンにハンブルガーSV対ユヴェントス（1-0）、1993-94シーズンにACミラン対FCバルセロナ（4-0）、2006-07シーズンにACミラン対リヴァプールFC（2-1））。

## 入場者数

### 最大入場者数
- 1986年：74,473名 パナシナイコス対AEKアテネ